# دان تالیور
کیلب زکری «دان» تالیور (به انگلیسی: Caleb Zackery "Don" Toliver؛ زادهٔ ۱۲ ژوئن ۱۹۹۴) رپر و خواننده و ترانه‌سرای آمریکایی است. اولین میکس‌تیپ او تحت عنوان دانی وومک (۲۰۱۸) یک روز قبل از انتشار آلبوم استروورلد (۲۰۱۸) از رپر هیوستونی همکارش، تراویس اسکات، منتشر شد که تالیور در آن آلبوم در ترانهٔ «نمی‌تونی بگی» به‌عنوان مهمان حضور داشت. در هفتهٔ بعد وی با ناشر موسیقی تراویس اسکات، کاکتوس جک رکوردز، که به‌صورت مشترک با آتلانتیک رکوردز اداره می‌شود، قرارداد امضا کرد.